# 대한민국 질병관리청
질병관리청(疾病管理廳)은 방역·검역 등 감염병에 관한 사무 및 각종 질병에 관한 조사·시험·연구에 관한 사무를 관장하는 대한민국의 중앙행정기관이다. 청장은 차관급 정무직공무원으로, 차장은 고위공무원단 가등급에 속하는 일반직공무원으로 보한다.

## 소관 사무
- 방역·검역 등 감염병에 관한 사무
- 각종 질병에 관한 조사·시험·연구에 관한 사무

## 역사
질병관리청의 기원은 정부 수립 이후 보건부 소속으로 만들어진 여러 보건소와 연구소들이다. 1949년에 중앙보건소, 중앙화학연구소, 중앙방역연구소가 차례로 만들어졌고 1954년 중앙생약시험장이 생겼다. 중앙보건소의 경우 1956년 여당이던 자유당이 정부기구를 간소화하는 과정에서 폐지하는 것이 논의되었지만 불발로 그쳤다. 1960년 1월 중앙보건소를 중앙보건원으로 개편했다. 기존의 중앙보건소 건물은 서울특별시에 이관하고 종로구 삼청동에 위치한 중앙방역연구소 자리에 새로 중앙보건원을 설치했다. 중앙보건원은 당초 예정된 시설의 도입이 지연되어 한동안 제대로 된 기능을 발휘하지 못하기도 했다. 그해 8월 중앙보건원은 국립보건원으로 이름을 다시 바꾸었다. 같은 달에 중앙화학연구소·중앙방역연구소·중앙생약시험장도 각각 국립화학연구소·국립방역연구소·국립생약시험소로 개편됐는데 이들은 1963년 박정희 정부가 출범하면서 모두 국립보건원에 통합됐다. 국립보건원은 1967년 국립보건연구원이 되었다가 1981년 다시 국립보건원으로 돌아왔다.
1987년 보건사회부 소속으로 국립보건안전연구원이 설치되었다. 하지만 보건안전연구원은 설립된지 10년도 채 되지 않아 1996년 해체됐다. 보건안전연구원의 업무는 일부는 국립보건원에 이관되었으며 나머지는 신설되는 식품의약품안전청에 이관됐다. 식약청은 국립보건원의 일부 업무도 이관받았다.
국립보건원의 주된 역할은 전염병에 대한 대책과 방역 업무에 집중되어 왔다. 1996년 전염병의 유행을 조기에 발견하고 사전 예측해 신속히 대처하기 위한 전염병 감시전산망이 가동되기 시작했으며 1999년 전염병 발생을 조기에 감지할 수 있는 전국적인 모니터 체계를 구축했다. 같은 해에 보건복지부 내의 전염병 관리 부서인 방역과를 보건원에 이관했다. 하지만 이는 연구 기능 위주인 보건원에 방역 업무를 이관하면 전국적인 전염병 관리 사업이 차질을 빚을 우려가 있다는 우려도 불러들였다.
2003년부터 본격화된 사스 유행 사태 속에서 감염 질환의 관리 및 예방을 효과적으로 하는 방역 체계의 중요성이 더욱 커졌다. 이에 국립보건원을 미국 질병통제예방센터(CDC)와 같이 전염병 관리를 전문적으로 하는 독립기관으로 확대·발전시키는 방법을 주장하는 목소리가 높아졌다. 2003년 4월 김문식 보건원장은 전염병의 효율적 관리를 위해 보건원이 확대 개편되어야 할 필요가 있다고 고건 총리에게 건의했다. 5월에는 김화중 보건복지부 장관도 노무현 대통령에게 보건원의 확대 개편이 필요하다고 건의했다. 김화중은 국무회의에서 인원을 175명에서 500여 명으로, 예산을 550억 원에서 1,000억 원 규모로 늘려야 한다고 보고했다. 6월 김화중은 사스 대책과 관련해 보건원을 질병관리본부로 확대 개편하고 공공의료를 확충하겠다고 밝혔다. 7월에는 노무현이 직접 "국가적인 방역체계를 더욱 효과적이고 체계적으로 구축하기 위해 국립보건원을 명실상부한 질병관리본부로 확대개편해 나가고자 한다"라고 밝혔다. 분리돼 있는 검역과 방역 기능을 통합해 인력 낭비를 없애고 전염병 관리를 효율적으로 강화할 것을 천명한 것이었다. 12월 보건원이 정식으로 질병관리본부로 개편됐다.
하지만 2015년 대한민국 중동호흡기증후군 유행을 계기로 질병관리본부 체계로도 전염병 예방에 부족하다는 비판이 나왔다. 질본은 지방 검역소를 총괄할 조직이 없어 지휘 체계가 구축되질 못했다. 인사와 관련해서도 복지부의 실장급(1급) 공무원 4명 중 의사 출신은 한 명도 없다는 문제가 제기되었다. 질병정책과나 응급의료과와 같은 전문 분야도 비의료인 출신이 맡고 있었는데 이는 의약 분업을 계기로 이해당사자가 업무를 맡는 것에 대한 거부감과 행정고시 출신 관료들이 병원에 대한 영향력, 보건소에 대한 예산권을 놓지 않으려 했기 때문이다. 독자적인 인사권을 가지지 못해 연구비나 사업비로 비정규직 연구원을 채용했고 그 결과 비정규직 직원이 정규직보다 많아지는 기형적인 조직 형태를 갖추고 말았다. 이를 극복하기 위해 감염병에 관한 조직을 통합·조정하고 행정적인 독자성을 확보해야 한다는 주장이 나왔다. 하지만 상시적인 위기가 아닌 감염병 문제에 대응하기 위해 상시 인력과 기능을 강화하는 것은 조직의 비효율성 문제를 일으킬 우려가 있다는 비판도 나왔다. 중동호흡기증후군(메르스) 사태는 정부와 민간에서 감염병 위기에 효과적으로 대응하기 위한 체계가 제대로 작동하지 않아서 생긴 문제지 보건 관련 조직의 기능과 인력이 취약했던 것이 원인이 아니라는 것이었다. 2015년 7월 박근혜 정부는 복지부에 보건 담당 2차관을 신설하거나 질본의 본부장을 기존의 1급에서 차관급으로 격상하는 것을 검토했다. 복지부 역시 청으로 승격하여 질본이 독립하는 것보다는 복지부 내부에서 차관급 조직으로 격상하는 안을 지지했다. 신종 감염병 확산과 같은 공중 보건 위기 상황이란 측면에서 대응하기에 더 효율적이란 것이 그 이유였다.
2016년 「정부조직법」을 개정하여 질병관리본부장을 차관급으로 격상하기로 했다. 본부장의 지위와 권한을 격상하여 신종 감염병 발생 시 방역을 지휘하는 컨트롤타워의 역할을 강화하며 인사권과 예산권에서 독자적인 권한을 행사할 수 있도록 했다. 감염병 정보를 24시간 수집·감시하는 긴급상황실(EOC)을 설치하고 감염병 발생지역 현장에서 상황을 지휘·통제할 즉각대응팀을 꾸려 현장 방역본부로서 역할하게 하도록 했다.
이후에도 질본 독립 문제가 거론되었지만 번번이 좌절되었다. 하지만 2020년부터 한국에서도 코로나19 범유행이 시작되자 질본의 독립 문제는 정치권에서도 본격적으로 거론되기 시작했다. 총선을 앞두고 여당인 더불어민주당은 질본을 외청으로 승격할 것을 공약으로 내세웠다. 이에 복지부는 "보건 당국과 방역 당국 사이의 유기적 협조를 저해할 수 있다"라며 질본 승격에 부정적인 반응을 보이며 오히려 복지부를 부총리급 조직으로 격상할 것을 주장했다. 하지만 야당인 미래통합당도 총선 공약에 질병관리청 신설을 포함하면서 질본의 승격 문제는 탄력을 받게 되었다. 2020년 6월 당정청은 질본을 외청으로 승격하는 방안을 확정했다. 논란이 되었던 국립보건연구원의 복지부 이관 문제도 질병관리청 산하에 존치하기로 했다. 또한 보건 의료와 연구 분야의 연구개발(R&D) 수행 체계 개선을 위해 정책과 예산을 결정할 때 복지부·질병청·보건연구원 등이 모여 논의하는 유기적인 협력체를 구성하고 상호 인적 교류도 활성화하기로 했다. 하지만 김종인 비상대책위원장과 성일종 의원 등 야당은 질병청 승격만으로는 감염병 대처에 부족하다며 보건복지부를 '국민보건부'와 '복지부'로 분리할 것을 주장하며 질병청 승격을 '무늬만 승격'이라며 비판했다. 질병관리본부장을 지낸 정기석 한림대학교 호흡기내과 교수도 "독립성·전문성을 위해서는 '청'보다는 총리실 산하 질병관리처로 개편돼야 한다"라고 주장했고 김윤 서울대학교 교수는 질병청 내에 연구 조직을 두고 이를 실험·역학·통계 세 분야로 나눠 관리해야 한다고 주장하는 등 질병청 승격에 대한 여러 논의가 있었다. 이런 우려를 뒤로하고 9월 질본은 정식으로 질병청으로 승격했다. 이로써 질병청은 독자적인 감염병 정책 수립과 집행 권한을 행사하게 되었으며 감염병 유입과 발생 동향을 24시간 감시하는 종합상황실과 감염병 정보를 수집·분석·예측하는 위기대응분석관실을 신설하여 감염병에 더욱 능동적인 대처를 할 수 있게 되었다.

### 연혁
- 1949년 7월 14일: 보건부 소속으로 중앙보건소 설치.[27]
- 1949년 11월 7일: 보건부 소속으로 중앙화학연구소 설치.[28]
- 1949년 12월 7일: 보건부 소속으로 중앙방역연구소 설치.[29]
- 1954년 1월 18일: 보건부 소속으로 중앙생약시험장 설치.[30]
- 1955년 2월 17일: 중앙보건소, 중앙화학연구소, 중앙방역연구소, 중앙생약시험장을 보건사회부 소속으로 변경.
- 1960년 1월 1일: 중앙보건소를 중앙보건원으로 개편.[31]
- 1960년 8월 12일: 중앙보건원을 국립보건원으로, 중앙화학연구소를 국립화학연구소로, 중앙방역연구소를 국립방역연구소로, 중앙생약시험장을 국립생약시험소로 개편.[32]
- 1963년 12월 17일: 국립화학연구소, 국립방역연구소, 국립생약시험소를 국립보건원에 통합.[33]
- 1967년 2월 1일: 국립보건연구원으로 개편.[34]
- 1977년 3월 16일: 마산분원 설치.[35]
- 1981년 11월 2일: 국립보건원으로 개편.[36]
- 1987년 12월 5일: 보건사회부 소속으로 국립보건안전연구원 설치.[37]
- 1994년 12월 23일: 보건복지부 소속으로 변경.
- 1996년 4월 6일: 국립보건안전연구원을 해체. 일부 소관업무를 국립보건원으로 이관.[38]
- 2001년 3월 29일: 마산분원 폐지.[39]
- 2003년 12월 18일: 질병관리본부로 개편.[40]
- 2008년 2월 29일: 보건복지가족부 소속으로 변경.
- 2010년 3월 19일: 보건복지부 소속으로 변경.
- 2010년 12월: 충청북도 청주시 오송읍으로 청사 이전.
- 2020년 9월 12일 : 질병관리청으로 승격.[41]

### 역대 로고

2004년부터 2016년까지 사용된 질병관리본부 로고
2016년부터 2020년까지 사용된 질병관리본부 로고

## 조직
| 국                   | 대응관실             | 담당관실·과 |
| 청장 산하 하부조직   | 청장 산하 하부조직   | 청장 산하 하부조직                                                                                             |
| -------------------- | -------------------- | --- |
|                      |                      | 대변인실ㆍ종합상황실                                                                                           |
| 질병데이터과학분석관 | 질병데이터과학분석관 | 질병관리연구기획담당관ㆍ역학데이터분석담당관ㆍ질병관리역량개발담당관                                           |
| 차장 산하 하부조직   |                      | |
| 기획조정관           | 기획조정관           | 기획재정담당관ㆍ행정법무담당관ㆍ국제협력담당관ㆍ정보통계데이터담당관                                           |
|                      |                      | 감사담당관ㆍ운영지원과                                                                                         |
| 감염병정책국         | 감염병정책국         | 감염병정책과ㆍ감염병관리과ㆍ인수공통감염병관리과ㆍ결핵정책과ㆍ에이즈관리과                                     |
| 감염병위기관리국     | 감염병위기관리국     | 위기관리총괄과ㆍ검역정책과ㆍ의료대응지원과ㆍ비축물자관리과ㆍ신종감염병대응과                                   |
| 진단분석국           | 진단분석국           | 진단관리총괄과ㆍ세균분석과ㆍ바이러스분석과ㆍ매개체분석과ㆍ고위험병원체분석과ㆍ신종병원체분석과ㆍ생물안전평가과 |
| 의료안전예방국       | 의료안전예방국       | 예방접종정책과ㆍ예방접종관리과ㆍ백신수급과ㆍ의료감염관리과ㆍ항생제내성관리과                                   |
| 만성질환관리국       | 만성질환관리국       | 만성질환총괄과ㆍ만성질환예방과ㆍ희귀질환관리과ㆍ건강영양조사분석과                                             |
|                      | 건강위해대응관실     | 손상예방정책과ㆍ기후보건건강위해대비과ㆍ의료방사선건강관리과                                                   |

### 소속기관
- 청장의 관장 사무를 지원하는 기관
  - 국립보건연구원, 질병대응센터
- 청장의 관장 사무를 지원하는 책임운영기관
  - 국립마산병원, 국립목포병원

## 정원
질병관리청에 두는 공무원의 정원은 다음과 같다.
| 총계      | 총계                   | 476명 |
| --------- | ---------------------- | ----- |
| 정무직 계 | 정무직 계              | 1명   |
|           | 청장                   | 1명   |
|           |                        |       |
| 일반직 계 | 일반직 계              | 475명 |
|           | 고위공무원단           | 9명   |
|           | 3급 이하 또는 5급 이상 | 154명 |
|           | 6급 이하               | 311명 |
|           | 전문경력관             | 1명   |

## 재정
총수입·총지출 기준 2023년 재정 규모는 다음과 같다.
| 구분                 | 구분                 | 세입예산        | 작년 대비 증감 |
| -------------------- | -------------------- | --------------- | -------------- |
| 일반회계             | 일반회계             | 313억 1100만 원 | +461.23%       |
| 책임운영기관특별회계 | 책임운영기관특별회계 | 91억 7300만 원  | +6.97%         |
|                      | 국립마산병원         | 52억 5000만 원  | +5.21%         |
|                      | 국립목포병원         | 39억 2300만 원  | +9.43%         |
|                      |                      |                 |                |
| 합계                 | 합계                 | 404억 8400만 원 | +186.03%       |

| 구분                 | 구분                 | 구분                 | 세출예산             | 작년 대비 증감 |
| -------------------- | -------------------- | -------------------- | -------------------- | -------------- |
| 일반회계             | 일반회계             | 보건의료             | 2조 3374억 700만 원  | -54.95%        |
| 책임운영기관특별회계 | 책임운영기관특별회계 | 책임운영기관특별회계 | 456억 7700만 원      | +42.38%        |
|                      | 국립마산병원         | 보건의료             | 197억 2100만 원      | -0.05%         |
|                      | 국립목포병원         | 보건의료             | 259억 5600만 원      | +110.17%       |
|                      |                      |                      |                      |                |
| 합계                 | 합계                 | 합계                 | 2조 3830억 8400만 원 | -54.35%        |

## 같이 보기
- 질병관리청장
- 질병관리청 차장
- 사스 유행
- 2009년 인플루엔자 범유행
- 2015년 대한민국 중동호흡기증후군 유행
- 대한민국의 코로나19 범유행
- 미국 질병통제예방센터
- 오송보건의료행정타운

### 내용주
1. 1 2 3 4  개방형 직위.
2. ↑  한시정원 3명 포함.
3. ↑  한시정원 1명 포함.

### 참조주
1. 1 2  「질병관리청과 그 소속기관 직제」 별표 4 및 별표 7
2. 1 2  기획재정부. “열린재정 > 재정연구분석 > 재정분석통계 > 예산편성현황(총수입)”. 《열린재정》. 2023년 1월 19일에 확인함.
3. 1 2  기획재정부. “열린재정 > 재정연구분석 > 재정분석통계 > 세목 예산편성현황(총지출)”. 《열린재정》. 2023년 1월 19일에 확인함.
4. ↑  “政府機構簡素化成案”. 《동아일보》. 1956년 8월 26일. 2022년 2월 12일에 확인함.
5. ↑  “保健院을設立 學術講義등實施”. 《동아일보》. 1959년 12월 27일. 2022년 2월 12일에 확인함.
6. ↑  “機材導入늦어 機能發揮不能”. 《동아일보》. 1960년 1월 11일. 2022년 2월 12일에 확인함.
7. ↑  최병국 (1996년 8월 13일). “전염병감시 전산망 내달부터 가동”. 《연합뉴스》 (서울). 2022년 2월 12일에 확인함.
8. ↑  김태열 (1999년 1월 22일). “전염병 데이터베이스 구축 7월까지 완료”. 《연합뉴스》 (서울). 2022년 2월 12일에 확인함.
9. ↑  최재석 (1999년 4월 14일). “`거꾸로 가는 복지부'- 조직 대폭확대 추진”. 《연합뉴스》 (서울). 2022년 2월 12일에 확인함.
10. ↑  송제훈 (2003년 4월 24일). “[특별기고] '방역후진국' 이대론 안 된다”. 《매일경제》. 2022년 2월 12일에 확인함.
11. ↑  주종국 (2003년 4월 15일). “국립보건원, 질병관리청으로 확대 개편 건의”. 《연합뉴스》 (서울). 2022년 2월 12일에 확인함.
12. ↑  주종국 (2003년 5월 6일). “보건원 질병관리청으로 확대 개편 건의”. 《연합뉴스》 (서울). 2022년 2월 12일에 확인함.
13. ↑  황정욱 (2003년 6월 11일). “"국립보건원 확대개편"”. 《연합뉴스》 (서울). 2022년 2월 12일에 확인함.
14. ↑  고형규 (2003년 7월 31일). “盧 "질병관리본부로 확대 개편"”. 《연합뉴스》 (서울). 2022년 2월 12일에 확인함.
15. ↑  조병욱; 김민순; 이재호 (2015년 6월 29일). “[방역망 다시 짜자] 전문가 없는 질병관리본부…일 터지면 '속수무책'”. 《세계일보》. 2022년 2월 12일에 확인함.
16. ↑  유근형; 이샘물; 이진한; 이승헌; 전승훈; 장원재 (2015년 6월 20일). “[토요판 커버스토리]질병관리본부 해부”. 《동아일보》. 2022년 2월 12일에 확인함.
17. ↑  “[동아쟁론]질병관리본부 독립”. 《동아일보》. 2015년 8월 28일. 2022년 2월 12일에 확인함.
18. ↑  김영석 (2015년 7월 19일). “靑, 보건 담당 차관 신설 검토...질병관리본부장 차관급 격상도 추진”. 《국민일보》. 2022년 2월 12일에 확인함.
19. ↑  임웅재 (2015년 8월 18일). “복지부 “질병관리청보다 차관급 질본 원해””. 《서울경제》. 2022년 2월 12일에 확인함.
20. ↑  전명훈; 김예나 (2015년 12월 15일). “질병관리본부장 차관급 격상…방역 컨트롤타워 가동”. 《연합뉴스》. 2022년 2월 12일에 확인함.
21. ↑  지영호; 김영상 (2020년 3월 2일). “코로나19 전쟁속 "질본 독립"…질병관리청 승격 탄력”. 《한국경제》. 2022년 2월 12일에 확인함.
22. ↑  노경목 (2020년 3월 3일). “질병관리청? 복지부총리?…코로나發 조직개편론 '솔솔'”. 《머니투데이》. 2022년 2월 12일에 확인함.
23. ↑  계현우 (2020년 6월 15일). “질병관리본부→질병관리청으로 승격…“독자 권한 확대””. 《KBS》. 2022년 2월 12일에 확인함.
24. ↑  선정민 (2020년 6월 30일). “김종인 “질병관리청으로 코로나 못막아…국민보건부 신설해야””. 《조선일보》. 2022년 2월 12일에 확인함.
25. ↑  김상범 (2020년 6월 9일). ““질병관리본부, 청이 아니라 처로 승격해야””. 《경향신문》. 2022년 2월 12일에 확인함.
26. ↑  임상재 (2020년 9월 8일). “질본, 12일부터 '질병관리청' 승격…정원 1천476명으로 42% ↑”. 《MBC》. 2022년 2월 12일에 확인함.
27. ↑  대통령령 제145호
28. ↑  대통령령 제212호
29. ↑  대통령령 제227호
30. ↑  대통령령 제862호
31. ↑  대통령령 제1542호
32. ↑  국무원령 제54호, 제56호, 제53호, 제57호
33. ↑  각령 제1716호
34. ↑  대통령령 제2911호
35. ↑  대통령령 제8501호
36. ↑  대통령령 제10566호
37. ↑  대통령령 제12297호
38. ↑  대통령령 제14971호
39. ↑  보건복지부령 제191호
40. ↑  대통령령 제18163호
41. ↑  법률 제17472호